# Добруша (Румунія)
Добруша (рум. Dobrușa) — село у повіті Вилча в Румунії. Входить до складу комуни Штефенешть.
Село розташоване на відстані 151 км на захід від Бухареста, 54 км на південь від Римніку-Вилчі, 45 км на північний схід від Крайови.

## Населення
За даними перепису населення 2002 року у селі проживала 1491 особа, з них 1490 осіб (99,9%) румунів. Усі жителі села рідною мовою назвали румунську.